# Fabio Aselli
Fabio Aselli (Reggio nell'Emilia, 19 ottobre 1962) è un ex calciatore italiano, di ruolo attaccante.

## Carriera
Conta 4 presenze in Serie A con la Sampdoria e 21 con il Cesena.

## Palmarès

### Club

#### Competizioni nazionali
- Serie C1: 1

Parma: 1983-1984